# スーパーフライ (映画)
スーパーフライ（Super Fly）は1972年に公開されたアメリカ合衆国の映画。監督はゴードン・パークス・ジュニア。ブラックスプロイテーションの代表的な作品である。ロン・オニール演じる麻薬ディーラー、プリーストと黒人コミュニティーを中心に描く。この映画はソウルシンガーのカーティス・メイフィールドの楽曲『スーパーフライ』によって知られており、彼自身も本人役で出演している。

## キャスト
※括弧内は日本語吹替
- ヤングブラッド・プリースト：ロン・オニール（日高晤郎）
- エディ：カール・リー（樋浦勉）
- ジョージア：シーラ・フレイジャー
- スカッター：ジュリアス・W・ハリス（雨森雅司）
- ファット・フレディ：チャールズ・マクレガー
- 売人：ネイト・アダムス
- ポン引き：K.C.
- シンシア：ポリー・ナイルス

## 製作
この映画には2人の黒人の歯医者と監督の父親であるゴードン・パークスが資金を提供している。ゴードン・パークスはカルトムービーである『黒いジャガー』の監督である。　
ネイト・アダムスはこの映画の衣装を担当した。彼は本作の前にいくつかのファッションショーをした。彼は今でも映画で使用されたスーツや靴、フェドーラなどを多数所有している。
ファット・フレディを演じたチャールズ・マクレガーは映画製作の前に刑務所から釈放された人物だった。

## 車
プリーストの車は改造されたキャデラック・エルドラドである。この車はK.Cのもので、彼は当時ハーレムのポン引きであり、映画でもポン引き役を演じている。K.C.はネイト・アダムスとホテルのロビーで出会い、きみの車を映画で使えないかと聞かれた。K.Cは承諾したが、後に電話でネイト・アダムスを嘘つき呼ばわりし、こう述べた。("No niggers are making no movies."「ニガーが映画をつくるはずがない」)　
この映画によってピンプモービルと呼ばれる改造車が流行しはじめ、70年代には野心を持った麻薬ディーラーやギャングスター、ポン引きたちは車を改造した。

## 参照
- 公民権運動
- ブラックスプロイテーション